# Syzygium euneuron
Syzygium euneuron är en myrtenväxtart som beskrevs av Friedrich Anton Wilhelm Miquel. Syzygium euneuron ingår i släktet Syzygium och familjen myrtenväxter.
Artens utbredningsområde är Sumatera. Inga underarter finns listade i Catalogue of Life.